# 브라질투코투코
브라질투코투코(Ctenomys brasiliensis)는 투코투코과에 속하는 남아메리카 설치류의 일종이다. 브라질 남동부 지역의 미나스제라이스주에서 주로 발견되며, 찰스 다윈이 현재의 우루과이를 여행하면서 언급했다.

## 특징
브라질투코투코는 불그스레한 갈색을 띤다. 꼬리는 짧은 털로 덮여 있다. 투코투코속에서 가장 큰 종이다. 머리부터 몸까지 몸길이는 약 300mm이고, 꼬리는 비교적 짧다.